# Jay-Z
Shawn Corey Carter (sinh ngày 4 tháng 12 năm 1969), được biết đến nhiều hơn với nghệ danh JAY-Z, là một rapper và doanh nhân người Mỹ. Ông là một trong những nhạc sĩ bán chạy nhất mọi thời đại, đã bán được 50 triệu album và 75 triệu đĩa đơn trên toàn cầu, và nhận được 21 Giải Grammy về âm nhạc. MTV đã bình chọn ông là "MC Vĩ đại nhất Mọi thời đại" vào năm 2006. Rolling Stone đã xếp hạng ba album của ông—Reasonable Doubt (1996), The Blueprint (2001) và The Black Album—vào danh sách 500 Album Vĩ đại nhất Mọi thời đại. Năm 2017, tạp chí Forbes đã ước tính tài sản của ông vào khoảng 810 triệu đô-la Mỹ, làm cho ông trở thành nghệ sĩ hip-hop giàu thứ hai tại Mỹ.

## Danh sách đĩa hát
Album phòng thu
- Reasonable Doubt (1996)
- In My Lifetime, Vol. 1 (1997)
- Vol. 2... Hard Knock Life (1998)
- Vol. 3... Life and Times of S. Carter (1999)
- The Dynasty: Roc La Familia (2000)
- The Blueprint (2001)
- The Blueprint²: The Gift & the Curse (2002)
- The Black Album (2003)
- Kingdom Come (2006)
- American Gangster (2007)
- The Blueprint 3 (2009)
- Watch The Throne (2011)

Album hợp tác
- Streets Is Watching (1998)
- The Best of Both Worlds (2002) – với R. Kelly
- Unfinished Business (2004) – với R. Kelly
- Collision Course (2004) – với Linkin Park

Album tập hợp
- Jay-Z: Unplugged (2001)
- Chapter One: Greatest Hits (2002)
- The Blueprint 2.1 (2003)
- Bring It On: The Best of Jay-Z (2003)
- Greatest Hits (2006)
- The Blueprint Collectors Edition (2009)

## Điện ảnh
- Streets Is Watching (1998)
- Backstage (2000)
- State Property (2002)
- Paper Soldiers (2003)
- Fade to Black (2004)
- Diary of Jay-Z: Water for Life (2006)